# Serra de la Mata Negra
La Serra de la Mata Negra és una serra del municipi de Castell de Mur situada a l'extrem sud-oest del terme, a prop del límit amb Sant Esteve de la Sarga, al Pallars Jussà. Pertanyia a l'antic terme de Guàrdia de Tremp.
És una serra de prop de dos quilòmetres de llargada, que baixa del Montsec d'Ares, concretament del Serrat de Fontfreda cap al barranc del Bosc, al sud-oest del poble de Cellers. A ponent seu, paral·lela, es troba la Serra dels Avellaners.